# Valentino Alpago-Novello
Valentino Alpago-Novello (Belluno, 1707 – Belluno, 1793) è stato un architetto e pittore italiano.

## Biografia
Valentino Alpago-Novello nacque a Belluno nel 1707. Sua moglie fu Anna Maria Campana, morta essa pure nel 1793, figlia del bellunese conte Stefano Campana.
La famiglia Alpago, antica e nobilissima in Belluno, diede molti uomini chiari, fra i quali Andrea Alpago, medico e filosofo celeberrimo, che visse nel XV secolo.
Francesco Alpago, morto nel 1786, fu il dotto cancelliere del Comune che compilò quel mirabile dizionario di cose bellunesi che è sempre miniera inesauribile d'ogni ricerca per la storia locale. Ma Valentino Alpago appartiene a quel ramo della famiglia Alpago che chiamasi degli Alpago-Novello da quando, estintosi con Paolo nel 1660 il nobile casato dei Novello, sua figlia Cecilia, moglie di Giuseppe Alpago, portò nella casa maritale il cognome del padre.
Florio Miari, nel suo dizionario di cose bellunesi stampato nel 1843, così parla del nostro Alpago Valentino: "Visse nel secolo XVIII, fu pittore e buon architetto, di cui si hanno molte fabbriche modellate con gusto e bella disposizione, segnatamente per la chiesetta di San Lorenzo di Servano". 
Il prof. Francesco Pellegrini, nel suo prezioso elenco di pittori bellunesi, novera anche Valentino Alpago fra quelli vissuti nel secolo XVIII e lo ricorda fra gli uomini rappresentativi della regione bellunese nelle arti del disegno. In un voluminoso manoscritto che si conserva al Civico Museo di Belluno, Antonio Craller, nato nel 1779 e morto nel 1868, ci fa sapere che Valentino Alpago era discepolo del famoso pittore bellunese Gaspare Diziani: "Non potendo l'Alpago", scrive, "gareggiare a suo talento col maestro, si diede all'architettura". 
Valentino Alpago, che fu ammesso al Consiglio dei nobili nel 1744, morì il 1 agosto 1793.
Una delle architetture più importanti di Valentino Alpago-Novello è Palazzo Fulcis: nel 1776, in occasione delle nozze di Guglielmo Fulcis con la contessa trentina Francesca Migazzi de Vaal, all'architetto viene chiesto di riunire tre diversi edifici per creare un palazzo degno della nuova famiglia. Valentino progetta la bellissima facciata su via Roma, costruisce due monumentali portoni d'accesso e uno scalone imponente. All'interno, l'architetto ricava una sala d'onore e impreziosisce gli ambienti con decorazioni a stucco e pavimenti in seminato a motivi rococò.
Il 27 gennaio 2017, dopo un lungo e delicato restauro costato circa otto milioni di euro e finanziato da Fondazione Cariverona, Palazzo Fulcis è diventato la nuova sede del Museo Civico di Belluno, con tremila metri quadri di percorso espositivo distribuito su cinque piani.